# Frasnay-Reugny
 Frasnay-Reugny  es una población y comuna francesa, situada en la región de Borgoña, departamento de Nièvre, en el distrito de Nevers y cantón de Saint-Benin-d'Azy.

## Historia
Esta comuna nació en 1861 de la fusión de Frasnay y Reugny.

## Demografía
| 120 | 120 | 97 | 94 | 86 | 82 |
| Para los censos de 1962 a 1999 la población legal corresponde a la población sin duplicidades (Fuente: INSEE [Consultar]) |     |    |    |    |    |